# ناحية مانكيشك
ناحية مانكيشك وهي إحدى نواحي قضاء دهوك في محافظة دهوك في العراق وتبعد عن مركز مدينة دهوك حوالي 30 كم ومساحتها حوالي 454 كم مربع فيها 54 قرية يربطها بمركز قضاء دهوك طريق متطور يمتد من دوار كورا ليصل إلى طريق اميدي ويتوجه نحو شمال الغرب ويتحول بعد ذلك إلى مانكيشك ويعبرها إلى مركز القضاء ويوجد في ناحية مانكيشك العديد من الغابات الكثيفة يعيش سكانها على الزراعة ومنها زراعة القمح والشعير والحمص والعدس بالإضافة اهتمامهم بالبساتين التي تتنوع بمختلف الفواكه والخضروات وانواع الأعشاب المفيدة يتواجد في المنطقة عدة مناطق اثرية ويبلغ عددها حوالي 36 موقع مثبت في دساتير مديرية الاثار في دهوك، ومن اهمها تمثال (ادنيراري) في قرية دركلا شيخا وكري بتى واثار ديرا كزنيك وبيسفكي وديركي وبايوخكي وكلناسنكي مع وجود الكثير من المخطوطات القديمة في مانكيشك حيث يرجع تاريخها إلى عام 1574 ميلادي